# دوغبايزيد
دوغبايزيد (بالكردية: Bazîd) (بالإنجليزية: Doğubeyazıt) هي مدينة تقع في محافظة أغري في تركيا.